# ペイロール
株式会社ペイロール（かぶしきがいしゃペイロール、英：Payroll Inc.）は、東京都に本社を置く日本の企業。給与計算業務等のアウトソーシング会社。日本における給与計算クラウドサービスの最大手である。

## 事業内容
- 基本サービス（給与・賞与、退職金、賞与引当金、行政関連オペレーション）
- SaaS/Webサービス「e-pay」
- 計算サービス（仕訳計算、就業計算、退職金計算）、窓口業務（生損保窓口業務、財形窓口業務、持株会窓口業務）
- MPS（直接対応サービス）、労働社会保険サービス
- マイナンバー管理サービス（運用・管理サービス、マイナンバー付記サービス）

## 沿革
- 1989年4月 - （有）コンフィデンスサービスを千葉県市川市に設立（資本金4百万円）
- 1993年5月 - 本社を東京都渋谷区に移転
- 1994年6月 - 株式会社にするとともに、商号を（株）エコミックに変更（資本金12.5百万円）
- 1999年5月 - 本社を東京都世田谷区に移転、（株）インテリジェンスが筆頭株主となる（資本金126百万円）
- 2000年6月 - 商号を（株）ペイロールに変更（資本金870百万円）
- 2001年12月 - （株）パソナが（株）インテリジェンスより株式譲渡を受け、筆頭株主となる
- 2002年3月 - ADP（英語版）が資本参加（50％保有）、商号を（株）パソナ・エーディーピー・ペイロールに変更（資本金997百万円）
- 2006年8月 - 本社を東京都江東区に移転
- 2008年1月 - ベアリング・プライベート・エクイティ・アジア・グループが筆頭株主となる
- 2008年2月 - 商号を（株）ペイロール（初代）に変更
- 2009年4月 - 北海道BPOセンターを開設
- 2013年4月 - （株）ジャフコが筆頭株主となる
- 2014年9月 - 北海道プロセスセンター開設
- 2015年10月 - 北海道BPOセンターを北海道江別市野幌に移転
- 2016年6月 - 北海道セットアップセンター開設
- 2017年6月 - PRホールディングス（株）の子会社となり、クレアシオン・キャピタル（株）が筆頭株主となる
- 2017年12月 - PRホールディングス（株）が（株）ペイロール（初代）を吸収合併し、商号を（株）ペイロール（2代）に変更
- 2018年1月 - 当社100％子会社である株式会社ＨＲテクノロジーソリューションズを設立
- 2019年7月 - 長崎BPOセンターを開設
- 2021年6月 - 東京証券取引所マザーズに株式を上場
- 2021年7月 - 高松BPOセンターを開設
- 2021年8月 - 北海道プロセスセンターと北海道セットアップセンターを統合し、札幌BPOセンターを開設
- 2024年3月 - マネジメント・バイアウトの一環として株式会社TAアソシエイツジャパン1号が、株式公開買付けにより議決権所有割合ベースで87.87%の株式を取得。
- 2024年6月 - 東京証券取引所グロース市場上場廃止[1]。